# Niaogho (departamento)
Niaogho é um departamento ou comuna da província de Boulgou no Burkina Faso. A sua capital é a cidade de Niaogho.
Em 1 de julho de 2018 tinha uma população estimada em 26271 habitantes.